# Ignazio Filì Astolfone
Ignazio Filì Astolfone (Bompietro, 9 luglio 1836 – Roma, 17 marzo 1924) è stato un politico italiano, senatore del Regno d'Italia dal 1909 (XXIII legislatura) alla morte.